# Belkin WeMo
Belkin WeMo — система домашньої автоматизації. 

## Історія
Система домашньої автоматизації створена в компанії WEMO, дочірнє підприємство компанії Belkin, являє собою серію продуктів від Belkin, які дозволяють користувачам дистанційно керувати побутовою електронікою. Набір продуктів включає електричні вилки, датчики руху, вимикачі світла, камери, лампочки та мобільний додаток.

## Проблеми безпеки
В лабораторних умовах вдалося скомпрометувати парольну фразу, що захищає зв'язок через локальну бездротову мережу, відкриваючи можливість прослуховування користувацького трафіку.